# Elephant Butte
Elephant Butte is een plaats (city) in de Amerikaanse staat New Mexico, en valt bestuurlijk gezien onder Sierra County.

## Demografie
Bij de volkstelling in 2000 werd het aantal inwoners vastgesteld op 1390.
In 2006 is het aantal inwoners door het United States Census Bureau geschat op 1305, een daling van 85 (-6,1%).

## Geografie
Volgens het United States Census Bureau beslaat de plaats een oppervlakte van
7,7 km², geheel bestaande uit land. Elephant Butte ligt op ongeveer 1371 m boven zeeniveau.

## Plaatsen in de nabije omgeving
De onderstaande figuur toont nabijgelegen plaatsen in een straal van 60 km rond Elephant Butte.